# Mirangaba
Mirangaba is een gemeente in de Braziliaanse deelstaat Bahia. De gemeente telt 18.849 inwoners (schatting 2009).